# Магічне мислення

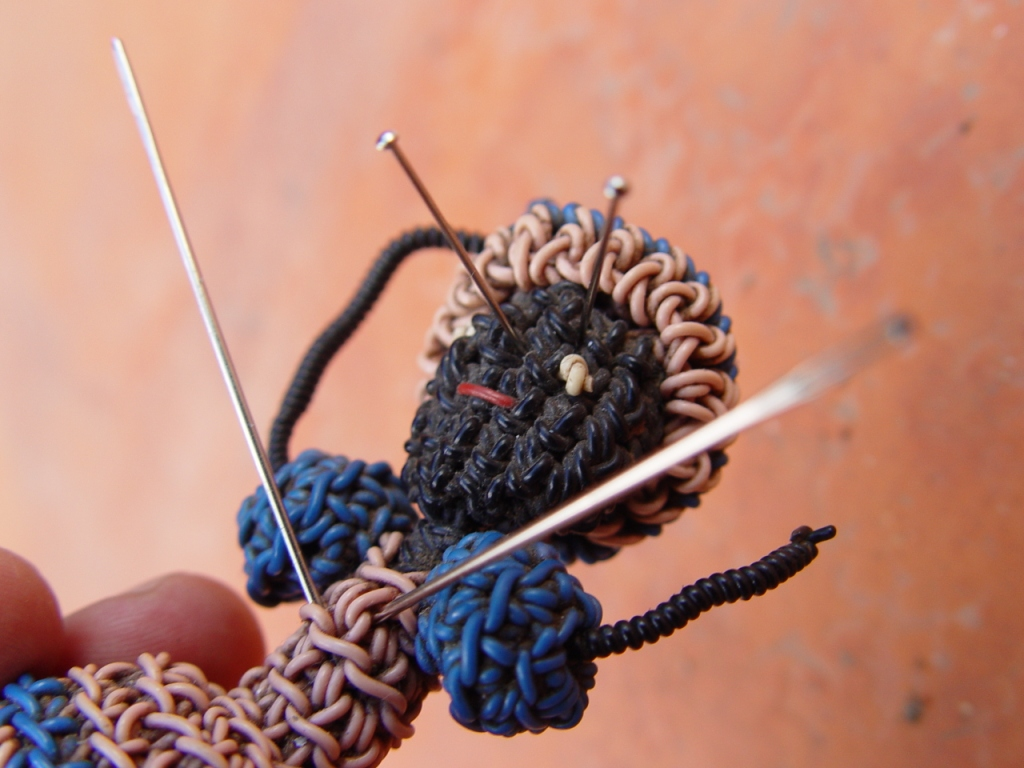
В магічному мисленні зображення тотожне зображуваному

Магічне мислення — форма мислення, в якому причинно-наслідкові зв'язки встановлюються на основі віри в тотожність психічної та символічної діяльності з реальною фізичною діяльністю за впливом на світ.
Магічне мислення виражено проявляється на первісних етапах розвитку людського суспільства, а також є нормальною стадією розвитку психіки дитини у віці 3-5 років. У дорослих людей сучасності магічне мислення проявляється такою мірою, щоб суттєво змінювати їхню поведінку, при низці психічних розладів.

## Риси магічного мислення
Для суб'єкта магічного мислення світ уявляється наповненим невидимими зв'язками, котрі людина здатна використовувати. Магічному мисленню притаманне ототожнення знака і того, що він означає. Звідси віра в можливість впливу на об'єкти шляхом певних маніпуляцій із їхніми знаками — малюнками, фігурками, візуально подібними предметами; спричинення явищ шляхом їхньої імітації. За такого мислення також вважається, що об'єкти, будь то речі чи живі істоти, зберігають між собою тривалий зв'язок на відстані після того, як перебували в тісному контакті, переймають властивості одні одних. Таким чином вони стають «благословенними» чи «проклятими».

## У релігії

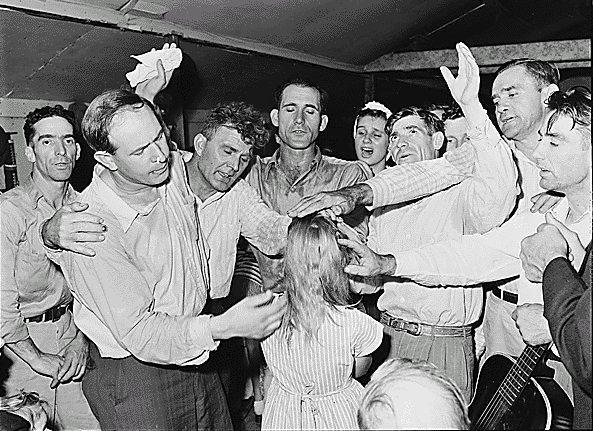
Ритуальне «рукопокладення»; деякі люди вірять в його цілющі властивості.

На думку засновника психоаналізу Зігмунда Фрейда, віра у всемогутність думки була притаманною для первісних суспільств та лежала в основі розвитку анімізму, магії, релігії і народних забобонів та, можливо, мистецтва. Нині елементи магічного мислення можна зустріти в примітивних суспільствах, які зберігають вірність традиційним віруванням і, можливо, зберегли характерні риси моделі мислення первісних людей.
Згідно з такими уявленнями, виконання ритуалів як, молитви або жертвоприношення, чи дотримання табу здатне призвести до певних бажаних результатів як винагорода чи компенсація та зусилля. Так, наприклад, викликання дощу може здійснюватися завдяки своєрідній його імітації — сечовипускання чи наслідування грозі (людина дує, імітуючи вітер чи б'є в барабан, імітуючи грозу), а заклинання родючості — демонстрацією статевого акту; таким чином, наче відбувається «гра в дощ» чи подається «приклад родючості», причому телепатія та всемогутність думок уявляється як звичне явище. Рано чи пізно, дощ піде, а земля вродить і це буде сприйматися як досягнення за допомогою ритуалів.
У деяких частинах Яви, коли наближається час цвітіння рису, селянин і селянка йдуть вночі в поля, щоб спонукати рис до родючості прикладом, який вони йому подають. <…> Якщо мисливець-гіляк переслідує в лісі дичину, то його дітям, які залишилися вдома, заборонено робити креслення на дереві або на піску. В іншому випадку сліди в густому лісі можуть так само сплутатися, як лінії малюнка, і таким чином мисливець не знайде дороги додому.
Зігмунд Фрейд. «Тотем і табу». 1913

### Культ карго
Одним із найяскравіших проявів магічного мислення в сучасності став так званий карго-культ (англ. cargo cult — поклоніння вантажу), що був поширений в XX ст. серед населення деяких меланезійських островів. У культах карго вірять, що західні товари (карго, англ. cargo — вантаж) створені духами предків і призначені для меланезійського народу. Вважається, що білі люди нечесним шляхом отримали контроль над цими предметами. У культах карго проводяться ритуали, схожі на дії білих людей, щоб цих предметів стало більше.
У найвідоміших культах, щоб отримати карґо і побачити падаючі парашути, літаки чи кораблі, остров'яни імітували дії солдатів, моряків і льотчиків. Вони робили навушники з дерева і прикладали їх до вух в побудованих з дерева контрольно-диспетчерських вежах, зображували сигнали посадки на збудованій з дерева злітно-посадковій смузі, запалювали смолоскипи для освітлення цих смуг і маяків, будували з дерева літаки у натуральний розмір. Прихильники культу вірили, що іноземці мали особливий зв'язок зі своїми предками, які були єдиними істотами, хто міг виробляти такі багатства. Врешті-решт, оскільки це не призвело до повернення божественних літаків з дивовижним вантажем, вони повністю відмовилися від своїх колишніх релігійних поглядів, що існували до війни, і стали більш ретельно поклонятися аеродромам і літакам.

## У психології
Магічне мислення саме по собі може розглядатися як нормальний етап розвитку дитячої психіки, впродовж якого дитина вірить, що її бажання, надії та думки є причинами тих подій, які відбуваються з нею та навколишнім світом. Багато дослідників вважає, що власне «я» та навколишній світ для малих дітей нерозривно пов'язані. Якщо дитині холодно чи вона хоче їсти, а батьки задовольняють її потреби, то складається враження, що це результат її думок та бажань. Пізніше дитина вірить у всемогутність своїх матері та батька, але в ході дорослішання розуміє, що й вони не всемогутні. (див. напр. Санта-Клаус).
В той же час, впевненість дорослої людини в те, що дійсність навколо неї є наслідком її бажань, фантазій, думок, сновидінь, отже всемогутність її думок («матеріальність думки»), є інфантилізмом чи патологією, що може свідчити про ряд невротичних захворювань. При психічних захворюваннях магічне мислення може з'явитися навіть у тих пацієнтів, які раніше вважали його примітивним архаїчним пережитком.
Причинами віри у всемогутність думки деякі психологи вважають заперечення дійсності, необхідність психологічного захисту в умовах тривоги чи невпевненості, коли людина не може впоратися з ними іншим шляхом; в таких людей воно може співіснувати з більш досконалими та складними формами мислення і використовується лише у вищеозначених умовах.
Згідно з Фрейдом, деякі невротики старанно уникають певних неприйнятних для себе думок, які, на їхню думку, можуть призвести до якихось неприємних наслідків у реальному світі, як хвороба чи смерть («пристріт»). Фрейд наводить приклад жінки, яка потай від себе бажає смерті чоловіка, але підсвідомо витісняє ці бажання. За асоціацією ці витіснені думки забарвлюють суміжні. Одного разу жінка вимагає, щоб чоловік викинув наточену в крамниці цирульника бритву
Оскільки вона відкрила, що поряд з названою ним крамницею знаходиться склад трун, траурного приладдя тощо. Завдяки згаданому наміру його бритва вступила в нерозривний зв'язок з її думкою про смерть. Можна бути впевненим, що, і не відкривши такого сусідства, хвора все одно повернулася б додому із забороною використовувати бритву, тому що для цього було б цілком достатньо, щоб вона на шляху до крамниці зустріла катафалк, якусь людину в траурному одязі або жінку з похоронним вінком. Сітка умов була досить широко розкинута, щоб у будь-якому разі зловити здобич. Справжньою причиною заборони користуватися бритвою … була, зрозуміло, її протидія забарвленому в приємне почуття уявленню, що її чоловік може перерізати собі горло відточеною бритвою.
Зігмунд Фрейд. «Тотем і табу». 1913
Судячи з усього, характерні особливості магічного мислення в ранньому віці дітей, первісних народів та сучасних його носіїв (примітивних народностей, неосвічених чи психічно хворих людей) є доволі схожими, а інколи й ідентичними. Поки що не існує спільної думки серед спеціалістів стосовно причин такого явища, деякі психологи вважають магічне мислення первісним етапом становлення структур мислення людини, яке з ходом соціальної еволюції та розвитком цивілізації було, в основному, витіснене більш досконалими формами мислення (наприклад, раціональний метод); таким чином, це може пояснювати проходження дітьми 3-4 років стадії магічного мислення, а також повернення деяких хворих на більш ранній філогенетично — дитячий чи архаїчним тип мислення при певних захворюваннях. Інші вважають, що в результаті хвороби, деформація психіки відбувається таким чином, що нові ментальні структури просто якісно подібні до магічного мислення.